# Cmentarz żydowski w Dolním Bolíkovie
Cmentarz żydowski w Dolním Bolíkovie (czes. Židovský hřbitov v Dolním Bolíkově) – cmentarz żydowski zlokalizowany w Czechach, w Dolním Bolíkovie (kraj południowoczeski). 
Nekropolia umiejscowiona jest około 500 metrów na południowy zachód od centrum miejscowości, pośród pól. Założona została z końcem XVII wieku na powierzchni 732 m². Posiada 120 nagrobków, z których najstarszy pochodzi z 1701 (grób Arona, syna Jakoba Austerlitza). Na cmentarzu istnieje grób Heinricha Mayera, założyciela dziennika Neues Wiener Tagblatt. W obrębie nekropolii znajduje się sień przejazdowa z kostnicą.